# Liste der Baudenkmale in Lohne (Oldenburg)
In der Liste der Baudenkmale in Lohne sind alle Baudenkmale der niedersächsischen Gemeinde Lohne (Oldenburg) mit dem Kernort Lohne und den Ortschaften Bokern, Brägel, Brettberg, Brockdorf, Hamberg, Hopen, Krimpenfort, Kroge-Ehrendorf, Lerchental, Lohnerwiesen, Märschendorf, Meyerfelde, Moorkamp, Mühlenkamp, Nordlohne, Rießel, Schellohne, Südlohne, Voßberg, Vulhop, Wichel sowie Zerhusen aufgelistet. Die Quelle der Baudenkmale ist der Denkmalatlas Niedersachsen. Der Stand der Liste ist der 11. Dezember 2024.

## Allgemein
In den Spalten befinden sich folgende Informationen:
- Lage: die Adresse des Baudenkmales und die geographischen Koordinaten. Kartenansicht, um Koordinaten zu setzen. In der Kartenansicht sind Baudenkmale ohne Koordinaten mit einem roten Marker dargestellt und können in der Karte gesetzt werden. Baudenkmale ohne Bild sind mit einem blauen Marker gekennzeichnet, Baudenkmale mit Bild mit einem grünen Marker.
- Bezeichnung: Bezeichnung des Baudenkmales
- Beschreibung: die Beschreibung des Baudenkmales. Unter § 3 Abs. 2 NDSchG werden Einzeldenkmale und unter § 3 Abs. 3 NDSchG Gruppen baulicher Anlagen und deren Bestandteile ausgewiesen.
- ID: die Objekt-ID des Baudenkmales
- Bild: ein Bild des Baudenkmales, ggf. zusätzlich mit einem Link zu weiteren Fotos des Baudenkmals im Medienarchiv Wikimedia Commons. Wenn man auf das Kamerasymbol klickt, können Fotos zu Baudenkmalen aus dieser Liste hochgeladen werden:

## Lohne

### Gruppe: Katholischer Friedhof St. Gertrud
Die Gruppe „Friedhof Lohne“ ist die Friedhofsanlage St. Gertrud des 19. Jahrhunderts mit Kreuzweg und Kreuzwegstationen und hat die ID 35651006.

| Lage                                        | Bezeichnung       | Beschreibung | ID       | Bild           |
| ------------------------------------------- | ----------------- | --- | -------- | -------------- |
| Marienstraße 1b 52° 39′ 58″ N, 8° 14′ 36″ O | Friedhof          | Im 19. Jahrhundert angelegter katholischer Friedhof. | 35753840 | Weitere Bilder |
| Marienstraße 1b 52° 39′ 58″ N, 8° 14′ 27″ O | Torhaus           | Das 1913 bis 1914 errichtete neogotische Torhaus ist die Einsegnungshalle des Friedhofs. | 35753712 |                |
| Marienstraße 1b 52° 40′ 0″ N, 8° 14′ 44″ O  | Grotte            | Die Grotte mit Jesusfigur (sog. „Ölberggrotte“) wurde ab 2022 saniert. | 35753790 |                |
| Marienstraße 52° 39′ 59″ N, 8° 14′ 26″ O    | Kriegerdenkmal    | Als Ehrenmal für die Gefallenen des Deutsch-Französischen Krieges 1870–1871 aufgestellter Sockel, darauf ein lateinisches Kreuz aus Metall. | 35753918 |                |
| Marienstraße 52° 40′ 0″ N, 8° 14′ 27″ O     | Kriegerdenkmal    | Sandsteinehrenmal für die Gefallenen des Ersten Weltkriegs. Ein Soldat mit Handgranate steht auf einem Vorsprung, der ein Eisernes Kreuz mit den Jahreszahlen 1914 links und 1918 rechts zeigt.                                                        | 35753942 |                |
| Marienstraße                                | Grabmal           | Das sog. Russen- und Serbengrab zeigt zwei gestaltete Grabsteine für Kriegsgefangene. Der Grabstein vom 1918 verstorbenen Wanuschin zeigt eine klassizistische Figur.                                                                                  | 35753815 |                |
| Marienstraße                                | Grabmal           | Das Grabmal der Familie Steinmetzmeister Dierkes von 1943 zeigt eine stilisierte Figur (Jesus?) in Handwerkskleidung. | 35753868 |                |
| Marienstraße                                | Grabmal           | Das Grabmal der Familie Grieshop (von 1871) zeigt einen Sandsteingrabstein mit aufgesetztem Kreuz und mit eingelassenem Spitzbogen mit der Grabinschrift.                                                                                              | 35753893 |                |
| Marienstraße 52° 40′ 0″ N, 8° 14′ 29″ O     | Kreuzweg          | Entlang der Friedhofsmauer befindet sich der Kreuzweg mit 14 Station mit übergiebelten Nischendarstellungen aus Bamberger Sandstein. Die zwölfte Station fehlt bzw. scheint durch eine Kreuzigungsgruppe ersetzt zu sein.                              | 35753739 | BW             |
| Marienstraße 52° 39′ 58″ N, 8° 14′ 31″ O    | Kreuzigungsgruppe | Die Kreuzigungsgruppe befindet sich im Zentrum des westlichen Friedhofs und steht auf einem Sandsteinsockel mit der Frakturinschrift „Es ist vollbracht“. Maria und Joseph schauen zu dem gekreuzigten Jesus, wobei das Kreuz einer Elhazrune gleicht. | 35753765 |                |
| Marienstraße 52° 39′ 57″ N, 8° 14′ 30″ O    | Einfriedung       | Der Friedhof wird durch eine Backsteinmauer eingefriedet. | 35755989 |                |

### Gruppe: Villa Taphorn
Die Gruppe „Villa Taphorn“ ist eine Villa im Zentrum Lohnes. Die Gruppe hat die ID 35651123.

| Lage                                      | Bezeichnung              | Beschreibung | ID       | Bild |
| ----------------------------------------- | ------------------------ | --- | -------- | ---- |
| Brinkstraße 9 52° 39′ 54″ N, 8° 14′ 21″ O | Wohnhaus (Villa Taphorn) | Das zweigeschossige verputzte Gebäude unter einem Schopfwalmdach zeigt einen Erker unter einer geschweiften Haube und wurde 1884 für den Unternehmer (Korkprodukte) und Zentrumspolitiker Friedrich Taphorn (1848–1940) erbaut. 1906 wurde die Villa aufgestockt. | 35753094 |      |
| Brinkstraße 7 52° 39′ 55″ N, 8° 14′ 20″ O | Kutscherhaus             | Das eingeschossige verputzte Gebäude unter einem Schopfwalmdach wurde 1884 mit der Villa erbaut und diente als Kutscherhaus. Die Kutscheinfahrt ist heute zu einem Schaufenster umgebaut worden.                                                                  | 35753041 |      |

### Gruppe: Korkenfabrik Trenkamp & Bohmann
Die Gruppe „Korkenfabrik Trenkamp & Bohmann“ bestand aus der Fabrikantenvilla und der Fabrik mit dem umgebenden Baumbestand und hat die ID 35651153.

| Lage                                       | Bezeichnung | Beschreibung | ID       | Bild |
| ------------------------------------------ | ----------- | --- | -------- | ---- |
| Brinkstraße 45 52° 39′ 43″ N, 8° 14′ 26″ O | Villa       | Das zweigeschossige verputzte Gebäude unter einem Walmdach und mit einem Mittelrisalit ruht auf einem Sockelgeschoss. Das erste Haus wurde durch den Neubau von 1883 ersetzt.                                                                        | 35753164 |      |
| Brinkstraße 45 52° 39′ 43″ N, 8° 14′ 27″ O | Fabrik      | Erstmals wurde hier eine Fabrik an der Ecke zur Bleichstraße 1844 errichtet und 1883 durch den zweigeschossigen verputzten Neubau unter einem Schopfwalmdach ersetzt, in dem zunächst Zigarren und Schreibfedern, ab 1896 Korken hergestellt wurden. | 35753192 | BW   |
| Brinkstraße 45 52° 39′ 43″ N, 8° 14′ 27″ O | Baumbestand | Reste des alten Baumbestandes befinden sich in der Umgebung des ehemaligen Fabrikgebäudes. | 35756234 | BW   |

### Gruppe: Pastoratsmühle
Die Gruppe „Pastoratsmühle Lohne“ ist eine Wassermühle aus dem 19. Jahrhundert. Erstmals erwähnt wurde die Mühle 1548. 1859 wurde eine Windmühle angebaut, die allerdings nur bis 1883 betrieben wurde. 1982 wurde die Mühlenanlage instand gesetzt. Die Gruppe hat die ID 35651199.

| Lage                                       | Bezeichnung | Beschreibung | ID       | Bild |
| ------------------------------------------ | ----------- | --- | -------- | ---- |
| Mühlenstraße 8 52° 39′ 42″ N, 8° 14′ 34″ O | Mühle       | 1820 wurde die Mühle als achteckiges Backsteingebäude neugebaut. Das Zeltdach wurde wohl mit dem Abbau der Windmühlenflügeln 1883 aufgesetzt. | 35752832 |      |
| Mühlenstraße 8 52° 39′ 42″ N, 8° 14′ 36″ O | Teich       | Der Mühlenteich dient als Wasserzulauf für die Mühle, der durch den Hopener Mühlenbach gespeist wird.                                         | 35753504 |      |
| Mühlenstraße 8 52° 39′ 42″ N, 8° 14′ 33″ O | Graben      | Der Mühlengraben führt über den Stau zum Mühlrad.                                                                                             | 35754669 | BW   |
| Mühlenstraße 8 52° 39′ 42″ N, 8° 14′ 34″ O | Wehr        | Das erhaltene Mühlenwehr vor dem Mühlrad wurde 1859 angelegt und 1982 erneuert.                                                               | 35755746 |      |

### Gruppe: Hof Küstermeyer
Die Gruppe „Hof Küstemeyer“ ist eine Meyerhofanlage aus dem 19. Jahrhundert in einer Ortsrandlage. Die Gruppe hat die ID 35651021.

| Lage                                      | Bezeichnung              | Beschreibung | ID       | Bild |
| ----------------------------------------- | ------------------------ | --- | -------- | ---- |
| Keetstraße 14 52° 40′ 0″ N, 8° 14′ 3″ O   | Wohn-/Wirtschaftsgebäude | 1843 errichtetes Vierständer-Hallenhaus unter einem Satteldach. | 35753423 |      |
| Keetstraße 14 52° 39′ 59″ N, 8° 14′ 2″ O  | Scheune                  | Die Fachwerkscheune wurde in der zweiten Hälfte des 19. Jahrhunderts errichtet und 1982 bis 1983 umfangreich umgebaut.                                                          | 35753478 | BW   |
| Keetstraße 14a 52° 39′ 59″ N, 8° 14′ 4″ O | Remise                   | Die Fachwerkremise wurde in der zweiten Hälfte des 19. Jahrhunderts errichtet und von 1989 bis 1990 umfangreich umgebaut.                                                       | 35753452 | BW   |
| Keetstraße 14 52° 40′ 0″ N, 8° 14′ 4″ O   | Baumbestand              | Das Hofgrundstück wies bis 2022 einen alten Bestand an Eichen auf. Die Bäume wurden überwiegend gefällt, um die Anlage eines großen Supermarkts mit Parkplätzen zu ermöglichen. | 35754593 | BW   |

### Gruppe: Likörfabrik Krogmann & Trenkamp
Die Gruppe „Likörfabrik Krogmann & Trenkamp“ besteht aus dem Wohnhaus, das für Elimar Krogmann errichtet wurde, und dem Fabrikkomplex. Die Gruppe hat die ID 35651244.

| Lage                                              | Bezeichnung | Beschreibung | ID       | Bild |
| ------------------------------------------------- | ----------- | --- | -------- | ---- |
| Bahnhofstraße 13A, 15 52° 39′ 54″ N, 8° 13′ 54″ O | Wohnhaus    | Das anderthalbgeschossige Backsteingebäude wurde 1894/1895 auf einem Sockelgeschoss mit Drempel und unter einem Satteldach errichtet. Risalit und Wintergartenanbau. | 35752860 |      |
| Bahnhofstraße 17-17A 52° 39′ 54″ N, 8° 13′ 53″ O  | Fabrik      | 1884 wurde das Backsteingebäude mit zwei Toren und Gewölbelagern errichtet.                                                                                          | 35752891 |      |

### Gruppe: Zigarrenfabrik Clodius
Die Gruppe „Zigarrenfabrik Friedrich August Clodius“ besteht aus mehreren Wohnhäusern und dem Fabrikkomplex. Die Fabrik wurde 1854 gegründet und von seiner Familie bis 1954 weitergeführt. Die Gruppe hat die ID 35651182.

| Lage                                        | Bezeichnung | Beschreibung | ID       | Bild |
| ------------------------------------------- | ----------- | --- | -------- | ---- |
| Lindenstraße 3 52° 39′ 57″ N, 8° 14′ 19″ O  | Wohnhaus    | 1874 wurde das zweigeschossige verputzte Gebäude unter einem Satteldach nach dem Vorbild Bremer Häuser für Josef Clodius errichtet.                                                                            | 35753552 |      |
| Lindenstraße 3A 52° 39′ 58″ N, 8° 14′ 19″ O | Fabrik      | Das zweigeschossige Backsteingebäude unter einem Satteldach wurde 1866 erbaut und 1886 erweitert. 1997 bis 1998 wurde das Gebäude zu einem Seniorenheim umgebaut.                                              | 35753579 |      |
| Lindenstraße 3a 52° 39′ 58″ N, 8° 14′ 18″ O | Remise      | Die mit der Fabrik entstandene Remise aus Backstein steht unter einem Satteldach und wurde 1998 umgebaut. Die Toreinfahrten sind heute durch große Fenster ersetzt.                                            | 35753611 | BW   |
| Lindenstraße 5 52° 39′ 58″ N, 8° 14′ 19″ O  | Wohnhaus    | Zeitgleich mit dem Wohnhaus in Nr. 3 entstand 1874 das zweigeschossige verputzte Wohnhaus für Juliane Clodius und Anton Engelmann. Das Gebäude ruht auf einem Sockelgeschoss und steht unter einem Satteldach. | 35753637 |      |
| Lindenstraße 11 52° 39′ 58″ N, 8° 14′ 21″ O | Wohnhaus    | 1903 wurde dieses zweigeschossige verputzte Gebäude mit zweigeschossigem Risalit auf einem Sockelgeschoss und unter einem Walmdach für Josef Clodius als Villa mit Garten errichtet.                           | 35753664 |      |

### Gruppe: Wohnhäuser Gertrudenstraße
Die Gruppe „Wohnhäuser Gertrudenstraße“ besteht aus einzelnen Wohnhäusern des Historismus mit großem Garten aus den 1920er und 1930er Jahren. Die Gruppe hat die ID 35652232.

| Lage                                           | Bezeichnung | Beschreibung | ID       | Bild |
| ---------------------------------------------- | ----------- | --- | -------- | ---- |
| Gertrudenstraße 8 52° 39′ 49″ N, 8° 14′ 15″ O  | Wohnhaus    | Anfang der 1920er errichtetes anderthalbgeschossiges verputztes Gebäude auf einem Sockelgeschoss und unter einem Sopfwalmdach mit Drempel. Über dem Erker befindet sich ein Zwerchhaus                                          | 35752239 |      |
| Gertrudenstraße 10 52° 39′ 49″ N, 8° 14′ 14″ O | Wohnhaus    | Zweigeschossiges verputztes Wohnhaus mit Runderker unter einem Walmdach und mit gestaltetem Vorgarten. Das Gebäude wurde wegen seiner Veränderungen schon 1982 nicht mehr im Denkmalverzeichnis geführt.                        | 35752217 | BW   |
| Gertrudenstraße 12 52° 39′ 49″ N, 8° 14′ 12″ O | Wohnhaus    | 1923 wurde das Haus Hackstedt als zweigeschossiges verputztes Gebäude unter einem Walmdach. Das Gebäude mit beidseitigem Erker und einer breiten Mittelgaube ist mit einer geschmiedeten Einfriedung gestaltet.                 | 35753266 |      |
| Gertrudenstraße 12 52° 39′ 50″ N, 8° 14′ 12″ O | Garage      | Das verputzte Garagengebäude unter einem Walmdach wurde mit dem Gebäude oder kurz danach errichtet. | 35753294 | BW   |
| Gertrudenstraße 14 52° 39′ 49″ N, 8° 14′ 11″ O | Wohnhaus    | Das eingeschossige verputzte Gebäude wurde Anfang der 1920er Jahre auf einem Sockelgeschoss und unter einem Mansardwalmdach mit Zwerchhaus erbaut.                                                                              | 35753318 |      |
| Gertrudenstraße 19 52° 39′ 48″ N, 8° 14′ 15″ O | Wohnhaus    | Anfang der 1920er Jahre wurde das zweigeschossige verputzte Gebäude mit Erker auf einem Sockelgeschoss und unter einem Walmdach errichtet.                                                                                      | 35752194 | BW   |
| Gertrudenstraße 21 52° 39′ 48″ N, 8° 14′ 14″ O | Wohnhaus    | In den 1920er Jahren wurde das zweigeschossige verputzte Gebäude auf einem Sockelgeschoss und unter einem Walmdach mit Erker und Windfang errichtet. Das Grundstück ist mit einer eisenbegitterten Backsteinmauer eingefriedet. | 35752171 | BW   |
| Gertrudenstraße 22 52° 39′ 49″ N, 8° 14′ 6″ O  | Wohnhaus    | Das eingeschossige verputzte Gebäude auf einem Sockelgeschoss und unter einem Satteldach mit Fußwalm, Erker und beidseitigen Risalite wurde Anfang der 1920er Jahre erbaut.                                                     | 35752260 |      |
| Gertrudenstraße 23 52° 39′ 48″ N, 8° 14′ 13″ O | Wohnhaus    | 1923 errichtetes zweigeschossiges verputztes Gebäude auf einem Sockelgeschoss und unter einem Walmdach mit Erker. | 35753369 |      |
| Gertrudenstraße 24 52° 39′ 49″ N, 8° 14′ 5″ O  | Zollgebäude | Das Anfang der 1920er Jahre errichtete eingeschossige verputzte Gebäude auf einem Sockelgeschoss und unter einem Mansardwalmdach mit Erker und Zwerchhaus wird von einem gestalteten Gartengrundstück umgeben.                  | 35753396 |      |

### Ehemalige Gruppe: übrige Gertrudenstraße
Die Gruppe „Gertrudenstraße“ war ursprünglich wegen der einheitlichen Villenbebauung aus den 1920er Jahren in das Denkmalverzeichnis aufgenommen worden. Nach den Veränderungen, teilweise Neubauten wurde die Gruppeneigenschaft aber aberkannt und die Gruppe mit den Gebäuden 1987 aus dem Denkmalverzeichnis gestrichen. Die Gruppe hatte die ID 35652270.

| Lage                                           | Bezeichnung | Beschreibung                                                                                 | ID       | Bild |
| ---------------------------------------------- | ----------- | -------------------------------------------------------------------------------------------- | -------- | ---- |
| Gertrudenstraße 1 52° 39′ 50″ N, 8° 14′ 20″ O  | Wohnhaus    | Das Gebäude wurde beseitigt und 1987 aus dem Denkmalverzeichnis gestrichen.                  | 35755045 | BW   |
| Gertrudenstraße 3 52° 39′ 49″ N, 8° 14′ 19″ O  | Wohnhaus    | Das Gebäude wurde 1987 aus dem Denkmalverzeichnis gestrichen.                                | 35755067 | BW   |
| Gertrudenstraße 5 52° 39′ 49″ N, 8° 14′ 20″ O  | Wohnhaus    | Das Gebäude wurde beseitigt und 1987 aus dem Denkmalverzeichnis gestrichen.                  | 35755090 | BW   |
| Gertrudenstraße 6 52° 39′ 50″ N, 8° 14′ 15″ O  | Wohnhaus    | Das Gebäude wurde durch einen Neubau ersetzt und 1987 aus dem Denkmalverzeichnis gestrichen. | 35755416 | BW   |
| Gertrudenstraße 7 52° 39′ 49″ N, 8° 14′ 20″ O  | Wohnhaus    | Das Gebäude wurde abgebrochen und 1987 aus dem Denkmalverzeichnis gestrichen.                | 35755416 | BW   |
| Gertrudenstraße 9 52° 39′ 48″ N, 8° 14′ 21″ O  | Wohnhaus    | Das Gebäude wurde abgebrochen und 1987 aus dem Denkmalverzeichnis gestrichen.                | 35755135 | BW   |
| Gertrudenstraße 13 52° 39′ 47″ N, 8° 14′ 17″ O | Wohnhaus    | Das Gebäude wurde verändert und 1987 aus dem Denkmalverzeichnis gestrichen.                  | 35755157 | BW   |
| Gertrudenstraße 16 52° 39′ 49″ N, 8° 14′ 10″ O | Wohnhaus    | Das Gebäude wurde verändert und 1987 aus dem Denkmalverzeichnis gestrichen.                  | 35755440 | BW   |
| Gertrudenstraße 17 52° 39′ 48″ N, 8° 14′ 16″ O | Wohnhaus    | Das Gebäude wurde verändert und 1987 aus dem Denkmalverzeichnis gestrichen.                  | 35755180 | BW   |
| Gertrudenstraße 18 52° 39′ 49″ N, 8° 14′ 8″ O  | Wohnhaus    | Das Gebäude wurde verändert und 1987 aus dem Denkmalverzeichnis gestrichen.                  | 35755463 | BW   |
| Gertrudenstraße 20 52° 39′ 49″ N, 8° 14′ 7″ O  | Wohnhaus    | Das Gebäude wurde verändert und 1987 aus dem Denkmalverzeichnis gestrichen.                  | 35755486 | BW   |
| Gertrudenstraße 25 52° 39′ 48″ N, 8° 14′ 12″ O | Wohnhaus    | Das Gebäude wurde verändert und 1987 aus dem Denkmalverzeichnis gestrichen.                  | 35755203 | BW   |
| Gertrudenstraße 27 52° 39′ 46″ N, 8° 14′ 11″ O | Wohnhaus    | Das Gebäude wurde durch einen Neubau ersetzt und 1987 aus dem Denkmalverzeichnis gestrichen. | 35755226 | BW   |
| Gertrudenstraße 28 52° 39′ 49″ N, 8° 14′ 3″ O  | Wohnhaus    | Das Gebäude wurde verändert und 1987 aus dem Denkmalverzeichnis gestrichen.                  | 35755509 | BW   |
| Gertrudenstraße 31 52° 39′ 47″ N, 8° 14′ 9″ O  | Wohnhaus    | Das Gebäude wurde verändert und 1987 aus dem Denkmalverzeichnis gestrichen.                  | 35755250 | BW   |
| Gertrudenstraße 33 52° 39′ 47″ N, 8° 14′ 9″ O  | Wohnhaus    | Das Gebäude wurde verändert und 1987 aus dem Denkmalverzeichnis gestrichen.                  | 35755273 | BW   |
| Gertrudenstraße 35 52° 39′ 46″ N, 8° 14′ 8″ O  | Wohnhaus    | Das Gebäude wurde durch einen Neubau ersetzt und 1987 aus dem Denkmalverzeichnis gestrichen. | 35755296 | BW   |
| Gertrudenstraße 37 52° 39′ 48″ N, 8° 14′ 7″ O  | Wohnhaus    | Das Gebäude wurde verändert und 1987 aus dem Denkmalverzeichnis gestrichen.                  | 35755320 | BW   |
| Gertrudenstraße 39 52° 39′ 47″ N, 8° 14′ 6″ O  | Wohnhaus    | Das Gebäude wurde verändert und 1987 aus dem Denkmalverzeichnis gestrichen.                  | 35755343 | BW   |
| Gertrudenstraße 41 52° 39′ 47″ N, 8° 14′ 4″ O  | Wohnhaus    | Das Gebäude wurde durch einen Neubau ersetzt und 1987 aus dem Denkmalverzeichnis gestrichen. | 35755366 | BW   |
| Gertrudenstraße 43 52° 39′ 47″ N, 8° 14′ 3″ O  | Wohnhaus    | Das Gebäude wurde durch einen Neubau ersetzt und 1987 aus dem Denkmalverzeichnis gestrichen. | 35755391 | BW   |

### Ehemalige Gruppe: Pinselfabrik Burhorst
Die Gruppe „Pinselfabrik Burhorst“ war ein Fabrikgelände mit Verwaltung und zwei Fabrikgebäuden. Die Borstenzurichterei und das Holzlager waren keine Bestandteile der Gruppe. Mit Genehmigung wurden die Gebäude abgebrochen und die Gruppe insgesamt 2001 aus dem Denkmalverzeichnis gestrichen. Die Gruppe hatte die ID 35652137.

| Lage                                             | Bezeichnung        | Beschreibung | ID       | Bild |
| ------------------------------------------------ | ------------------ | --- | -------- | ---- |
| Küstermeyerstraße 18 52° 39′ 56″ N, 8° 13′ 51″ O | Verwaltungsgebäude | Das eingeschossige Backsteingebäude wurde 1910 errichtet und vor November 2001 genehmigt abgebrochen.                         | 35754985 | BW   |
| Küstermeyerstraße 18 52° 39′ 56″ N, 8° 13′ 50″ O | Fabrik             | Das zweigeschossige Backsteingebäude unter einem Satteldach wurde 1910 errichtet und vor November 2001 genehmigt abgebrochen. | 35754956 | BW   |
| Küstermeyerstraße 18 52° 39′ 57″ N, 8° 13′ 50″ O | Fabrik             | Das eingeschossige Backsteingebäude unter einem Sheddach wurde um 1920 errichtet und vor November 2001 genehmigt abgebrochen. | 35755016 | BW   |

### Einzeldenkmale
| Lage                                            | Bezeichnung              | Beschreibung | ID        | Bild           |
| ----------------------------------------------- | ------------------------ | --- | --------- | -------------- |
| Bahnhofstraße 21 52° 39′ 53″ N, 8° 13′ 51″ O    | Wohnhaus                 | Das zweigeschossige verputzte Gebäude unter einem Walmdach wurde in den 1920er Jahren errichtet | 35752920  |                |
| Bleichstraße 52° 39′ 44″ N, 8° 14′ 28″ O        | Pflaster                 | Das Natursteinpflaster umgibt einen roten Klinkerstreifen auf der Straße zwischen Brinkstraße und Landwehrstraße als Belag. | 35752945  | BW             |
| Brinkstraße 2 52° 39′ 55″ N, 8° 14′ 15″ O       | Kirche                   | Drei Bauphasen kennzeichnen den Neubau von St. Gertrud in Lohne: Zunächst wurde von 1815 bis 1818 das Schiff nach den Plänen von August Reinking errichtet. Der Westturm wurde nach den Plänen von Josef Niehaus von 1835 bis 1837 erbaut. Schließlich entstand der Chor von 1891 bis 1892 nach den Entwürfen von Hilger Hertel der Ältere, die wohl durch seinen Sohn Hilger Hertel der Jüngere umgesetzt wurden. | 35752967  | Weitere Bilder |
| Brinkstraße 4 52° 39′ 54″ N, 8° 14′ 18″ O       | Rathaus                  | Das alte Rathaus ist ein zweigeschossiges verputztes Gebäude unter einem Mansardwalmdach, das 1924 nach den Plänen von Reinhold Buschmann errichtet. Als 1977 ein neues Rathaus errichtet wurde, konnte das bisherige Gebäude in die Nutzung als Geschäftshaus erhalten bleiben. | 35752993  |                |
| Brinkstraße 5 52° 39′ 55″ N, 8° 14′ 20″ O       | Wohnhaus                 | Das anderthalbgeschossige Backsteingebäude mit einem Drempel unter einem Satteldach (Gestalt einer sog. „Oldenburger Hundehütte“) wurde 1877 für den Schlossermeister Rudolf Christian Bocklage errichtet. | 35753019  |                |
| Brinkstraße 8 52° 39′ 52″ N, 8° 14′ 19″ O       | Wohnhaus                 | Das Pastorat von St. Gertrud wurde 1826 mit einem umgebenden Garten und Graften errichtet. Es handelt sich um ein eingeschossiges verputztes Gebäude unter einem Schopfwalmdach. | 35753066  |                |
| Brinkstraße 8 52° 39′ 52″ N, 8° 14′ 20″ O       | Garten                   | Der Garten ist Bestandteil des Pastoratsgrundstücks und wird von der Graft eingefasst. | 35755872  |                |
| Brinkstraße 8 52° 39′ 51″ N, 8° 14′ 21″ O       | Graft                    | Die Graft fasst das Pastoratsgrundstück mit dem Gebäude und dem Garten ein. | 35754494  |                |
| Brinkstraße 37 52° 39′ 46″ N, 8° 14′ 27″ O      | Kriegerdenkmal           | Die aus Sandstein gefertigte Germania-Statue auf einem Sockel ist in Erinnerung an den Deutsch-Französischen Krieg errichtet worden. 1964 wurde das Monument von der Straße Am Brink hierher transloziert worden. | 357553140 |                |
| Brinkstraße 39 52° 39′ 46″ N, 8° 14′ 28″ O      | Wohnhaus                 | Das zweigeschossige verputzte Gebäude mit einem Erker und einem Eingangsrisalit auf einem Sockelgeschoss und unter einem Walmdach wurde von 1919 bis 1920 für den Unternehmer Alfred Trenkamp errichtet. | 44108938  | BW             |
| Brinkstraße 51 52° 39′ 41″ N, 8° 14′ 26″ O      | Wohnhaus                 | Die Villa Trenkamp wurde 1905 als zweigeschossiges verputztes Gebäude mit Risalit und Zwerchhaus auf einem Sockelgeschoss und unter einem Mansardwalmdach sowie Turm mit Knickpyramidendach für Carl Adolf Trenkamp nach Entwürfen von Reinhold Buschmann errichtet. Ein Wintergarten wurde angebaut. | 35753218  |                |
| Brinkstraße 51 52° 39′ 41″ N, 8° 14′ 27″ O      | Park                     | Die Villa Trenkamp ist von einem alten Baumbestand und mit einem Park umgeben, der durch eine Brüstungsmauer und Pfosten mit Eisengittern eingefriedet. | 35754471  | BW             |
| Franziskusstraße 10 52° 39′ 51″ N, 8° 14′ 34″ O | Wohnhaus                 | Das eingeschossige Backsteingebäude steht unter einem Satteldach und wurde in der zweiten Hälfte des 19. Jahrhunderts errichtet. | 35754909  | BW             |
| Lindenstraße 2 52° 39′ 56″ N, 8° 14′ 19″ O      | Wohnhaus                 | Das zweigeschossige verputzte Gebäude, dessen Ecke verrundet, unter einem Walmdach wurde 1925 bis 1927 als Geschäftshaus Gieske-Bitter errichtet. Linkerhand ist ein Erker zu sehen, oberhalb des Eingangs ein Risalit. | 35753530  |                |
| Marktstraße 6 52° 39′ 57″ N, 8° 14′ 16″ O       | Wohn-/Geschäftshaus      | Das eingeschossige Backsteingebäude mit Eingangsrisalit steht unter einem Satteldach und wurde Ende des 19. Jahrhunderts errichtet. Der Giebel ist mit einer Ornamentik versehen. | 35753966  |                |
| Marktstraße 30 52° 39′ 56″ N, 8° 14′ 8″ O       | Wohn-/Geschäftshaus      | Das zweigeschossige verputzte Gebäude mit beidseitigen Risaliten steht unter einem Walmdach und wurde 1906 mit einem Turm unter einem Pyramidendach für den Arzt Franz Uptmoor errichtet. Hier wuchs die Malerin Luzie Uptmoor auf. | 35753988  |                |
| Mühlenstraße 2 52° 39′ 44″ N, 8° 14′ 30″ O      | Wohn-/Wirtschaftsgebäude | Das Zweiständer-Hallenhaus des Hofs Möhring wurde 1793 unter einem Satteldach errichtet. In den 1930er Jahren wurde ein Wohnteil angebaut. 2004 wurde das gesamte Gebäude erneuert. | 35754013  | BW             |
| Steinfelder Straße 52° 39′ 12″ N, 8° 14′ 49″ O  | Aussichtsturm            | Der 17 Meter hohe Aussichtsturm besteht aus drei Geschossen, wobei das Erdgeschoss aus Bruchstein errichtet wurde. Oberhalb des Eingangs sitzt das Stadtwappen Lohnes. Der Turm wurde von 1907 bis 1908 nach den Plänen des Architekten Reinhold Buschmann auf dem höchsten Punkt des Stadtwaldes erbaut. | 35754043  |                |

### Ehemalige Baudenkmale
| Lage                                            | Bezeichnung              | Beschreibung | ID       | Bild |
| ----------------------------------------------- | ------------------------ | --- | -------- | ---- |
| Bahnhofstraße 23 52° 39′ 53″ N, 8° 13′ 50″ O    | Wohnhaus                 | Das eingeschossige verputzte neoklassizistische Gebäude wurde 1912 als Villa für den Fabrikanten Heinrich Meyer errichtet, vor November 2015 abgebrochen und nachfolgend aus dem Denkmalverzeichnis gestrichen. | 43147174 | BW   |
| Bahnhofstraße 28 52° 39′ 56″ N, 8° 13′ 46″ O    | Empfangsgebäude          | Der Bahnhof Lohne liegt an der Bahnstrecke Delmenhorst–Hesepe. Das Empfangsgebäude wurde 1888 als Backsteingebäude errichtet. 2000 wurde das Gebäude nicht mehr im Denkmalverzeichnis geführt. | 35755532 |      |
| Bahnhofstraße 28B 52° 39′ 53″ N, 8° 13′ 46″ O   | Stellwerk                | Das frühere Stellwerk wird wie das Empfangsgebäude seit 2000 nicht mehr im Denkmalverzeichnis geführt. | 35755628 |      |
| Bahnhofstraße 34 52° 39′ 53″ N, 8° 13′ 41″ O    | Wohnhaus                 | Das zweigeschossige Ziegelgebäude auf einem Bruchsteinsockel und unter einem Walmdach wurde 1938 bis 1939 als Haus Fathmann mit einem Erker errichtet. Es wurde abgebrochen und seit 2016 nicht mehr im Denkmalverzeichnis geführt. | 44778423 | BW   |
| Brinkstraße 19 52° 39′ 50″ N, 8° 14′ 24″ O      | Wohn-/Wirtschaftsgebäude | Für den Eisenwarenhandel Willenbrink wurde im ausgehenden 19. Jahrhundert das Ladenhaus mit Mittelrisalit und Mezzaningeschoss errichtet. 1987 wurde das Gebäude wegen der Veränderungen aus dem Denkmalverzeichnis gestrichen. | 44108917 | BW   |
| Franziskusstraße 10 52° 39′ 50″ N, 8° 14′ 24″ O | Stall                    | Das Nebengebäude zu dem Wohnhaus mit gleicher Anschrift soll aus nicht ganz nachvollziehbaren Gründen bei Beseitigung von Efeu 2010 zusammengebrochen sein, sodann wurde das Gebäude aus Sicherheitsgründen entfernt. Da auch bei der unteren Denkmalschutzbehörde des Landkreises keine Unterlagen angelegt wurden, war das Gebäude 2023 aus dem Denkmalverzeichnis gestrichen worden. | 35755723 | BW   |
| Franziskusstraße 11 52° 39′ 53″ N, 8° 14′ 34″ O | Kirche                   | Die evangelische St.-Michael-Kirche wurde als Kapelle 1896 aus Klinkersteinen unter einem Satteldach nach den Entwürfen des Baumeisters Krey aus Dinklage errichtet und 1957 zur Kirche erweitert. 2024 wurde die Kirche nicht mehr im Denkmalverzeichnis geführt. | 51934259 |      |

## Bokern

### Gruppe: Hof Kersting
Die Gruppe „Hof Kersting“ ist eine Meyerhofanlage aus dem frühen 19. Jahrhundert. Die Gruppe hat die ID 35651036.

| Lage                                                      | Bezeichnung              | Beschreibung                                                                    | ID       | Bild |
| --------------------------------------------------------- | ------------------------ | ------------------------------------------------------------------------------- | -------- | ---- |
| Märschendorfer Straße 85, 85a 52° 41′ 29″ N, 8° 11′ 28″ O | Wohn-/Wirtschaftsgebäude | 1817 wurde das Zweiständer-Hallenhaus unter einem Satteldach errichtet.         | 35752283 | BW   |
| Märschendorfer Straße 85, 85a 52° 41′ 30″ N, 8° 11′ 28″ O | Stall                    | Anfang des 19. Jahrhunderts errichtetes Fachwerkgebäude unter einem Satteldach. | 35752311 | BW   |

### Gruppe: Hof Aumann
Die Gruppe „Hof Aumann“ ist eine Hofanlage aus dem frühen 19. Jahrhundert. Die Gruppe hat die ID 35651109.

| Lage                                            | Bezeichnung              | Beschreibung                                                            | ID       | Bild |
| ----------------------------------------------- | ------------------------ | ----------------------------------------------------------------------- | -------- | ---- |
| Dinklager Straße 18 52° 41′ 47″ N, 8° 10′ 44″ O | Wohn-/Wirtschaftsgebäude | 1819 wurde das Zweiständer-Hallenhaus unter einem Satteldach errichtet. | 35752363 | BW   |
| Dinklager Straße 18 52° 41′ 47″ N, 8° 10′ 45″ O | Stall                    | Vor 1850 errichtetes Fachwerkgebäude unter einem Satteldach.            | 35752391 | BW   |

## Brägel

### Einzeldenkmale
| Lage                                           | Bezeichnung | Beschreibung                                                                              | ID       | Bild |
| ---------------------------------------------- | ----------- | ----------------------------------------------------------------------------------------- | -------- | ---- |
| Brägeler Straße 128 52° 40′ 8″ N, 8° 16′ 37″ O | Schule      | Die 1935 errichtete Schule wurde 1975 geschlossen und ab 1978 zu einem Wohnhaus umgebaut. | 53763952 | BW   |

## Brockdorf

### Einzeldenkmale
| Lage                                             | Bezeichnung              | Beschreibung | ID       | Bild |
| ------------------------------------------------ | ------------------------ | --- | -------- | ---- |
| An der Querlenburg 4 52° 39′ 3″ N, 8° 10′ 32″ O  | Kirche                   | Die nach Norden ausgerichtete neoromanische Saalkirche aus Backstein mit Turm wurde vom Architekten Alfons Bocklage entworfen und 1952 bis 1953 realisiert. | 35752498 |      |
| Dinklager Straße 91 52° 39′ 24″ N, 8° 10′ 30″ O  | Wohn-/Wirtschaftsgebäude | 1723 wurde das Zweiständer-Hallenhaus unter einem Satteldach, dessen Giebel zweifach vorkragt, errichtet.                                                   | 35752523 |      |
| Zerhusener Straße 33 52° 38′ 57″ N, 8° 10′ 40″ O | Wohn-/Wirtschaftsgebäude | 1736 wurde das Zweiständer-Hallenhaus unter einem Satteldach errichtet.                                                                                     | 35752547 | BW   |

## Ehrendorf

### Gruppe: Hof Ehrenborg
Die Gruppe „Hof Ehrenborg“ ist eine Hofanlage aus dem frühen 19. Jahrhundert mit historischen und modernen Bauten sowie altem Baumbestand. Die Gruppe hat die ID 35651050.

| Lage                                         | Bezeichnung              | Beschreibung | ID       | Bild |
| -------------------------------------------- | ------------------------ | --- | -------- | ---- |
| Kroger Straße 92 52° 36′ 22″ N, 8° 14′ 41″ O | Wohn-/Wirtschaftsgebäude | Das Zweiständer-Hallenhaus unter einem Satteldach mit Reetdeckung wurde 1840 errichtet.                                                                                  | 35752599 | BW   |
| Kroger Straße 92 52° 36′ 23″ N, 8° 14′ 38″ O | Wirtschaftsgebäude       | Das als Stall, Remise und Scheune kombinierte Gebäude mit Quereinfahrt auf einem Feldsteinsockel und unter einem Satteldach wurde Anfang des 19. Jahrhunderts errichtet. | 35752571 | BW   |

## Klein Brockdorf

### Gruppe: Hof Klein Kalvelage
Die Gruppe „Hofanlage Klein Kalvelage“ ist eine Hofanlage aus dem 19. Jahrhundert. Die Gruppe hat die ID 35651080.

| Lage                                            | Bezeichnung              | Beschreibung | ID       | Bild |
| ----------------------------------------------- | ------------------------ | --- | -------- | ---- |
| Langweger Straße 121 52° 38′ 33″ N, 8° 9′ 53″ O | Wohn-/Wirtschaftsgebäude | 1811 wurde das Zweiständer-Hallenhaus unter einem Satteldach errichtet.                                                                   | 35742702 | BW   |
| Langweger Straße 121 52° 38′ 33″ N, 8° 9′ 52″ O | Scheune                  | Um 1850 errichtete Fachwerkscheune mit zwei Querdurchfahrten unter einem Satteldach.                                                      | 35742650 | BW   |
| Langweger Straße 121 52° 38′ 32″ N, 8° 9′ 53″ O | Göpelhaus                | Um 1850 errichtetes achteckiges Fachwerkgebäude unter einem Zeltdach. Zwischenzeitlich war das Gebäude auf der Hofanlage versetzt worden. | 35752731 | BW   |
| Langweger Straße 121 52° 38′ 33″ N, 8° 9′ 55″ O | Baumbestand              | Auf der Hofanlage befindet sich ein alter Baumbestand.                                                                                    | 35754568 | BW   |

### Einzeldenkmal
| Lage                                            | Bezeichnung              | Beschreibung                                                                                      | ID       | Bild |
| ----------------------------------------------- | ------------------------ | ------------------------------------------------------------------------------------------------- | -------- | ---- |
| Langweger Straße 119 52° 38′ 46″ N, 8° 10′ 2″ O | Wohn-/Wirtschaftsgebäude | Das 1851 für den Hof Trenkamp errichtete Vierständer-Hallenhaus steht unter einem Satteldach.     | 35752625 | BW   |
| Langweger Straße 127 52° 38′ 18″ N, 8° 9′ 17″ O | Wohn-/Wirtschaftsgebäude | Um 1850 wurde das Vierständer-Hallenhaus unter einem Satteldach für den Hof Höltermann errichtet. | 35752676 | BW   |

## Kroge

### Einzeldenkmale
| Lage                                              | Bezeichnung              | Beschreibung | ID       | Bild |
| ------------------------------------------------- | ------------------------ | --- | -------- | ---- |
| Diepholzer Straße 21a 52° 37′ 27″ N, 8° 15′ 54″ O | Wohn-/Wirtschaftsgebäude | 1800 errichtetes Zweiständer-Hallenhaus des Hofes Göttke-Krogmann unter einem Satteldach. | 35752757 | BW   |
| Kroger Straße 49 52° 36′ 51″ N, 8° 15′ 56″ O      | Kloster                  | Von 1923 bis 1925 nach den Entwürfen von Johannes Nellissen errichtetes ein- und zweigeschossiges Backsteingebäude unter einem Walmdach und Dachreiteter mit Kapellentrakt (Herz-Jesu-Kapelle). Das St. Anna-Stift oder Annenkloster wird von den Franziskanerinnen erhalten. | 35752783 |      |
| Kroger Straße 56 52° 36′ 53″ N, 8° 15′ 53″ O      | Kriegerdenkmal           | Das Kriegerdenkmal auf dem Friedhof Kroge wurde als Mahnmal für die Gefallenen des Ersten Weltkriegs errichtet und zeigt einen Findling mit eingravierten Kreuz. | 35752809 | BW   |

## Märschendorf

### Gruppe: Hof Seggewisch
Die Gruppe „Hof Seggewisch“ ist eine Hofanlage vom Beginn des 19. Jahrhunderts mit einem sehr alten Baumbestand. Die Gruppe hat die ID 35651229.

| Lage                                      | Bezeichnung              | Beschreibung | ID       | Bild |
| ----------------------------------------- | ------------------------ | --- | -------- | ---- |
| Kaffeestraße 9 52° 42′ 4″ N, 8° 10′ 16″ O | Wohn-/Wirtschaftsgebäude | 1818 errichtetes Zweiständer-Hallenhaus mit 36 Metern Länge unter einem Satteldach. 2002 wurde das Gebäude wegen seines Umbaus aus dem Denkmalverzeichnis genommen.                          | 35752417 | BW   |
| Kaffeestraße 9 52° 42′ 3″ N, 8° 10′ 15″ O | Scheune                  | Um 1900 errichtete Fachwerkscheune mit Längseinfahrt unter einem Satteldach | 35752444 |      |
| Kaffeestraße 9 52° 42′ 3″ N, 8° 10′ 17″ O | Stall                    | Im 19. Jahrhundert als Schweinestall errichtetes Fachwerkgebäude. 2006 wurde festgestellt, dass das Gebäude abgebrochen wurde. Damit wurde das Objekt aus dem Denkmalverzeichnis gestrichen. | 35752471 | BW   |

### Einzeldenkmale
| Lage                                              | Bezeichnung              | Beschreibung                                                                          | ID       | Bild |
| ------------------------------------------------- | ------------------------ | ------------------------------------------------------------------------------------- | -------- | ---- |
| Dinklager Landstraße 5 52° 41′ 31″ N, 8° 9′ 15″ O | Wohn-/Wirtschaftsgebäude | 1813 für den Hof Buschmann errichtetes Zweiständer-Hallenhaus unter einem Satteldach. | 35754068 | BW   |
| Zur Aue 7 52° 41′ 49″ N, 8° 9′ 26″ O              | Wohn-/Wirtschaftsgebäude | 1764 für den Hof Deterding errichtetes Zweiständer-Hallenhaus unter einem Satteldach. | 35754093 | BW   |

## Nordlohne

### Gruppe: Hof Schockemöhle
Die Gruppe „Hof Schockemöhle“ ist ein Hofgrundstück aus dem 19. Jahrhundert mit einem alten Baumbestand. Die Gruppe hat die ID 35651095.

| Lage                                               | Bezeichnung              | Beschreibung | ID       | Bild |
| -------------------------------------------------- | ------------------------ | --- | -------- | ---- |
| Krimpenforter Straße 10 52° 41′ 29″ N, 8° 15′ 1″ O | Wohn-/Wirtschaftsgebäude | 1821 errichtetes Zweiständer-Hallenhaus unter einem Satteldach mit Reetdeckung. Der Wirtschaftsgiebel wurde erheblich verändert.                | 35754144 |      |
| Krimpenforter Straße 10 52° 41′ 28″ N, 8° 15′ 3″ O | Scheune                  | Nach 1850 errichtete Fachwerkscheune mit Längsdurchfahrt unter einem Satteldach. 2014 wurde das Gebäude wegen eines Brandes erheblich erneuert. | 35754119 | BW   |
| Krimpenforter Straße 10 52° 41′ 30″ N, 8° 15′ 3″ O | Remise                   | Um oder kurz nach 1850 errichtete Fachwerkremise unter einem Satteldach. 2023 wurde der Abbruch des Gebäudes freigegeben.                       | 35754171 | BW   |

### Einzeldenkmale
| Lage                                        | Bezeichnung    | Beschreibung                                                                                            | ID       | Bild |
| ------------------------------------------- | -------------- | --- | -------- | ---- |
| Vechtaer Straße 52° 41′ 15″ N, 8° 16′ 16″ O | Monument       | 1924 in Erinnerung an den 1923 hingerichteten Albert Leo Schlageter errichtetes Denkmal.                | 35754196 | BW   |
| Vechtaer Straße 52° 41′ 15″ N, 8° 16′ 16″ O | Monument       | 1924 in Erinnerung an den 1923 hingerichteten Albert Leo Schlageter errichtetes Denkmal.                | 35754196 | BW   |
| Vechtaer Straße (L 845 Kilometer 55)        | Kilometerstein | Am Kilometer 55 an der Landesstraße 845 (vormals Chaussee Oldenburg-Vechta-Damme) errichteter Monolith. | 35754846 |      |

## Rießel

### Einzeldenkmal
| Lage                                  | Bezeichnung    | Beschreibung                                                                                            | ID       | Bild |
| ------------------------------------- | -------------- | --- | -------- | ---- |
| Dinklager Straße (L 845 Kilometer 55) | Kilometerstein | Am Kilometer 60 an der Landesstraße 845 (vormals Chaussee Oldenburg-Vechta-Damme) errichteter Monolith. | 35754867 |      |

## Südlohne

### Einzeldenkmale
| Lage                                                  | Bezeichnung              | Beschreibung | ID       | Bild           |
| ----------------------------------------------------- | ------------------------ | --- | -------- | -------------- |
| Diepholzer Straße 13 52° 38′ 12″ N, 8° 15′ 18″ O      | Wohn-/Wirtschaftsgebäude | Ursprünglich Ende des 18. Jahrhunderts als Heuerhaus errichtetes Zweiständer-Hallenhaus unter einem Satteldach. | 35754221 | BW             |
| Wohn-/Wirtschaftsgebäude 52° 38′ 24″ N, 8° 14′ 55″ O  | [[Stienen Berg 1\|]]     | Ursprünglich Ende des 18. Jahrhunderts als Heuerhaus errichtetes Zweiständer-Hallenhaus mit Stallanbau unter einem Satteldach. | 35754272 | BW             |
| Wohn-/Wirtschaftsgebäude 52° 38′ 20″ N, 8° 14′ 36″ O  | [[Südlohner Weg 2\|]]    | 1810 für den Hof Scheper-Stuke errichtetes Zweiständer-Hallenhaus unter einem Satteldach. 1955 angefügter Risalit. | 35754693 | BW             |
| Steinfelder Straße (L 846 Kilometer 60)               | Kilometerstein           | Monolith am Kilometer 60 der alten Chaussee Oldenburg-Vechta-Damme. | 35754825 |                |
| Diepholzer Straße (L 850) 52° 38′ 20″ N, 8° 14′ 58″ O | Kilometerstein           | Monolith am Beginn der alten Chaussee Oldenburg-Lohne-Diepholz. | 35754888 | BW             |
| Steinfelder Straße 15 52° 38′ 36″ N, 8° 14′ 46″ O     | Kirche                   | Die katholische Kapelle Anna Klus wurde erstmals 1518 erwähnt und 1543 zerstört. Der Nachfolgebau von 1680 wurde 1874 abgebrochen. Als das Gnadenbild 1949 wieder aufgefunden wurde, konnte nach den Entwürfen von Josef Hempelmann ein neuer Backsteinsaal unter einem Satteldach mit Dachreiter errichtet werden. Die Kirche wird als Wallfahrtskapelle genutzt und 1970 erweitert. | 35754247 | Weitere Bilder |

### Ehemalige Gruppe: Hofanlage Oldorf 8
Die ehemalige Gruppe „Hofanlage Oldorf 8“ bestand aus Wohngebäude, Stall und Scheune. Auf Grund des baufälligen Zustands wurde die Gruppe schließlich aufgelöst. Als Denkmal besteht nur noch das Wohngebäude. Die Gruppe hatte die ID 35650488.

| Lage                                 | Bezeichnung | Beschreibung | ID       | Bild |
| ------------------------------------ | ----------- | --- | -------- | ---- |
| Oldorf 8 52° 32′ 0″ N, 8° 15′ 26″ O  | Wohnhaus    | Das in den 1920er Jahren errichtete Wohngebäude aus Backstein unter einem Walmdach wurde mit Zwerchhaus und Schweifgiebel gebaut. | 35743728 | BW   |
| Oldorf 8 52° 32′ 0″ N, 8° 15′ 25″ O  | Stall       | Das historische Stallgebäude war 1991 zusammengebrochen und aus der Denkmalliste gestrichen worden.                               | 35743756 | BW   |
| Oldorf 8 52° 31′ 59″ N, 8° 15′ 27″ O | Scheune     | Das historische Scheunengebäude war 1991 wegen der Baufälligkeit aus der Denkmalliste gestrichen worden.                          | 35743781 | BW   |

### Einzeldenkmale
| Lage                                  | Bezeichnung              | Beschreibung                                                    | ID       | Bild |
| ------------------------------------- | ------------------------ | --------------------------------------------------------------- | -------- | ---- |
| Oldorf 10 52° 31′ 57″ N, 8° 15′ 37″ O | Wohn-/Wirtschaftsgebäude | 1813 errichtetes Zweiständer-Hallenhaus unter einem Satteldach. | 35743807 | BW   |
| Oldorf 14 52° 31′ 51″ N, 8° 15′ 35″ O | Wohn-/Wirtschaftsgebäude | 1826 errichtetes Vierständer-Hallenhaus unter einem Satteldach. | 35743831 | BW   |

## Zerhusen

### Gruppe: Burg Hopen
Die Gruppe „Burg Hopen“ besteht aus den Bestandteilen des Herrenhauses auf der fünfeckigen Insel mit Nebengebäude, Graftanlage und Burgmauer. Die Burganlage wurde 1479 bis 1511 durch die Familie von Dinklage errichtet. 1587 wechselte die Burg in die Hände der Familie von Langen. Im Dreißigjährigen Krieg zerstörten 1637 schwedische und hessische Truppen die Vorburg. Ab 1591 bis 1793 gelangte die Burg in den Besitz der Familie von Haren. Ein Burgturm ist bereits 1825 eingestürzt. Die Gruppe hat die ID 35651064.

| Lage                                      | Bezeichnung  | Beschreibung | ID       | Bild           |
| ----------------------------------------- | ------------ | --- | -------- | -------------- |
| Burgweg 22 52° 39′ 26″ N, 8° 13′ 42″ O    | Herrenhaus   | Feldsteinfundament und Erdgeschoss des Herrenhauses wurden um 1500 errichtet. Das Obergeschoss aus Fachwerk entstand um 1700. Das zweigeschossige verputzte Gebäude unter einem Walmdach befindet sich am nördlichen Rand der Insel. Das Portal wird auf die Zeit nach 1750 datiert. | 35754719 | Weitere Bilder |
| Burgweg 22A-C 52° 39′ 25″ N, 8° 13′ 43″ O | Nebengebäude | Anfang des 19. Jahrhunderts errichtetes eingeschossiges Backsteingebäude unter einem Satteldach. | 35754747 | BW             |
| Burgweg 22                                | Wall         | Der einstige Burgwall geht in die Burgmauer über. | 35755603 |                |
| Burgweg 22 52° 39′ 25″ N, 8° 13′ 41″ O    | Einfriedung  | Die Burgmauer befindet sich an der westlichen und südlichen Seite der Graft | 35756284 | BW             |
| Burgweg 22 52° 39′ 26″ N, 8° 13′ 44″ O    | Graben       | Der Burgplatz ist von einem Graben umgeben. | 35756258 | BW             |
| Burgweg 22 52° 39′ 25″ N, 8° 13′ 41″ O    | Graft        | Die Graft umgibt die Burganlage. | 35754644 | BW             |

### Einzeldenkmal
| Lage                                  | Bezeichnung              | Beschreibung | ID       | Bild |
| ------------------------------------- | ------------------------ | --- | -------- | ---- |
| Südring 11 52° 39′ 0″ N, 8° 13′ 50″ O | Wohn-/Wirtschaftsgebäude | 1782 errichtetes Zweiständer-Hallenhaus unter einem Satteldach. 1914 wurde ein Wohnteil angebaut. 1988 wurde das Gebäude instand gesetzt. | 35754800 | BW   |